# Stepanó
Stepanó (szlovákul Štefanov nad Oravou) község Szlovákiában, a Zsolnai kerületben, a Turdossini járásban. 1968-ban jött létre Alsó- és Felsőstepanó egyesítéséből.

## Fekvése
Turdossintól 4 km-re északnyugatra, az Árvai-Magura lábánál fekszik.

## Története
A falu a 14. század második felében keletkezett, amikor Nagy Lajos király területét Folkus fia Miklósnak és János fia Miklósnak adományozta. Első írásos említése 1355-ben „Chepanopataka” néven történt. A 15. században a Kubinyiak és a Szent-Ivániak birtokolták. 1564-ben „Stephanowa” néven szerepel. 1593-ban a települést kettéválasztották Alsó- és Felsőstepanóra.
A trianoni diktátumig mindkét település Árva vármegye Vári járásához tartozott.
Alsó- és Felsőstepanót 1968-ban egyesítették újra.

## Népessége
| Év:            | 1994. | 2004.   | 2014.    | 2024.   |
| -------------- | ----- | ------- | -------- | ------- |
| Emberek száma: | 553   | 599     | 670      | 700     |
| Eltérés:       |       | +8,31 % | +11,85 % | +4,47 % |

| Év:            | 2023. | 2024.   |
| -------------- | ----- | ------- |
| Emberek száma: | 696   | 700     |
| Eltérés:       |       | +0,57 % |

2001-ben 576 szlovák lakosa volt.
2011-ben 660 lakosából 658 szlovák.

## Nevezetességei
- Alsóstepanó római katolikus temploma Szent Cirill és Szent Metód tiszteletére van szentelve.
- Felsőstepanó templomát Szűz Mária látogatása tiszteletére szentelték.

## Külső hivatkozások
- E-obce.sk Archiválva 2008. július 5-i dátummal a Wayback Machine-ben
- Községinfó
- Stepanó Szlovákia térképén

## Lásd még
- Alsóstepanó
- Felsőstepanó